# 藍牙
藍牙是一種无线通讯技術標準，用來讓固定與行動裝置，在短距離間交換資料，以形成個人區域網絡（PAN）。其使用短波特高頻（UHF）無線電波，經由2.4至2.485 GHz的ISM頻段來進行通信。1994年由電信商愛立信（Ericsson）發展出這個技術。它最初的設計是希望建立一個RS-232數據線的無線通訊替代版本。它能夠連結多個裝置，以克服同步的亦被干擾等問題。
藍牙技術目前由藍牙技術聯盟（SIG）負責維護其技術標準，其成員已超過三万，分布在電信、電腦、網路與消費性電子產品等领域。IEEE曾經將藍牙技術標準化為IEEE 802.15.1，但是這個標準已經不再繼續使用。

## 名称与标识
“Bluetooth”一词是斯堪的纳维亚语言词汇/的英语化。这个词的来源是10世纪丹麦和挪威國王藍牙哈拉爾（丹麥語：Harald Blåtand Gormsen），借國王的绰号當名稱，直接翻譯成中文爲「藍牙」（＝藍，＝牙）。原本台灣翻譯為「藍芽」，但2006年時，藍牙技術聯盟組織已將全球中文譯名統一改採直譯為「藍牙」，並註冊為該組織的註冊商標。
蓝牙哈拉尔曾統一了因宗教戰爭和領土爭議而分裂的挪威和丹麥，因此藍牙技術的研發小組以其名號期許新技術能整合各大資通品牌的標準。蓝牙的标志是盧恩字母 （Hagall，ᚼ）和 （Bjarkan，ᛒ）的组合，也就是的首字母HB的合写。

## 历史

### 创制
藍牙技术最初由爱立信创制。技术始于爱立信公司的1994方案，它是研究在移动电话和其他配件间进行低功耗、低成本无线通信连接的方法。发明者希望为设备间的通讯创造一组统一规则（标准化协议），以解决用户间互不兼容的移动电子设备。1997年前爱立信公司以此概念接触了移动设备制造商，讨论其项目合作发展，结果获得支持。
1998年5月20日，愛立信、国际商业机器、英特尔、诺基亚及东芝公司等业界龙头创立“特别兴趣小组”（Special Interest Group，SIG），即藍牙技術聯盟的前身，目标是开发一个成本低、效益高、可以在短距离范围内随意无线连接的藍牙技术标准。
1998年时藍牙推出0.7规格，支援Baseband與LMP（Link Manager Protocol）通讯协定两部份。1999年推出先后0.8版，0.9版、1.0 Draft版，1.0a版、1.0B版。1.0 Draft版，完成SDP（Service Discovery Protocol）协定、TCS（Telephony Control Specification）协定。1999年7月26日正式公布1.0版，确定使用2.4GHz频谱，最高资料传输速度1Mbps，同时开始了大规模宣传。和当时流行的红外线技术相比，藍牙有着更高的传输速度，而且不需要像红外线那样进行接口对接口的连接，所有藍牙设备基本上只要在有效通讯范围内使用，就可以进行随时连接。
当1.0规格推出以后，藍牙并未立即受到广泛的应用，除了当时对应藍牙功能的电子设备种类少，藍牙装置也十分昂贵。2001年的1.1版正式列入IEEE标准，Bluetooth 1.1即為IEEE 802.15.1。同年，SIG成员公司超过2000家。过了几年之后，采用藍牙技术的电子装置如雨后春笋般增加，售价也大幅下降。为了扩宽藍牙的应用层面和传输速度，SIG先后推出了1.2、2.0版，以及其他附加新功能，例如EDR（Enhanced Data Rate，配合2.0的技术标准，将最大传输速度提高到3Mbps）、A2DP（Advanced Audio Distribution Profile，一个控音轨分配技术，主要应用于立体声耳机）、AVRCP（A/V Remote Control Profile）等。Bluetooth 2.0将传输率提升至2Mbps、3Mbps，遠大於1.x版的1Mbps（实际约723.2kbps）。

### 发展

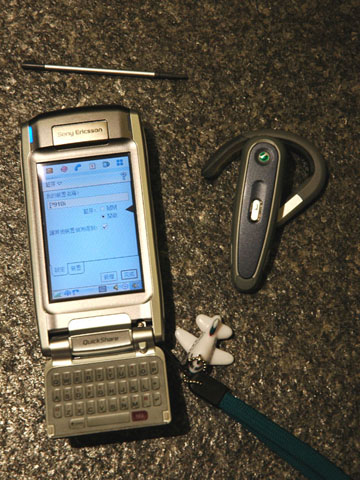
正在以藍牙介面與無線耳機溝通的Sony Ericsson P910i PDA手機

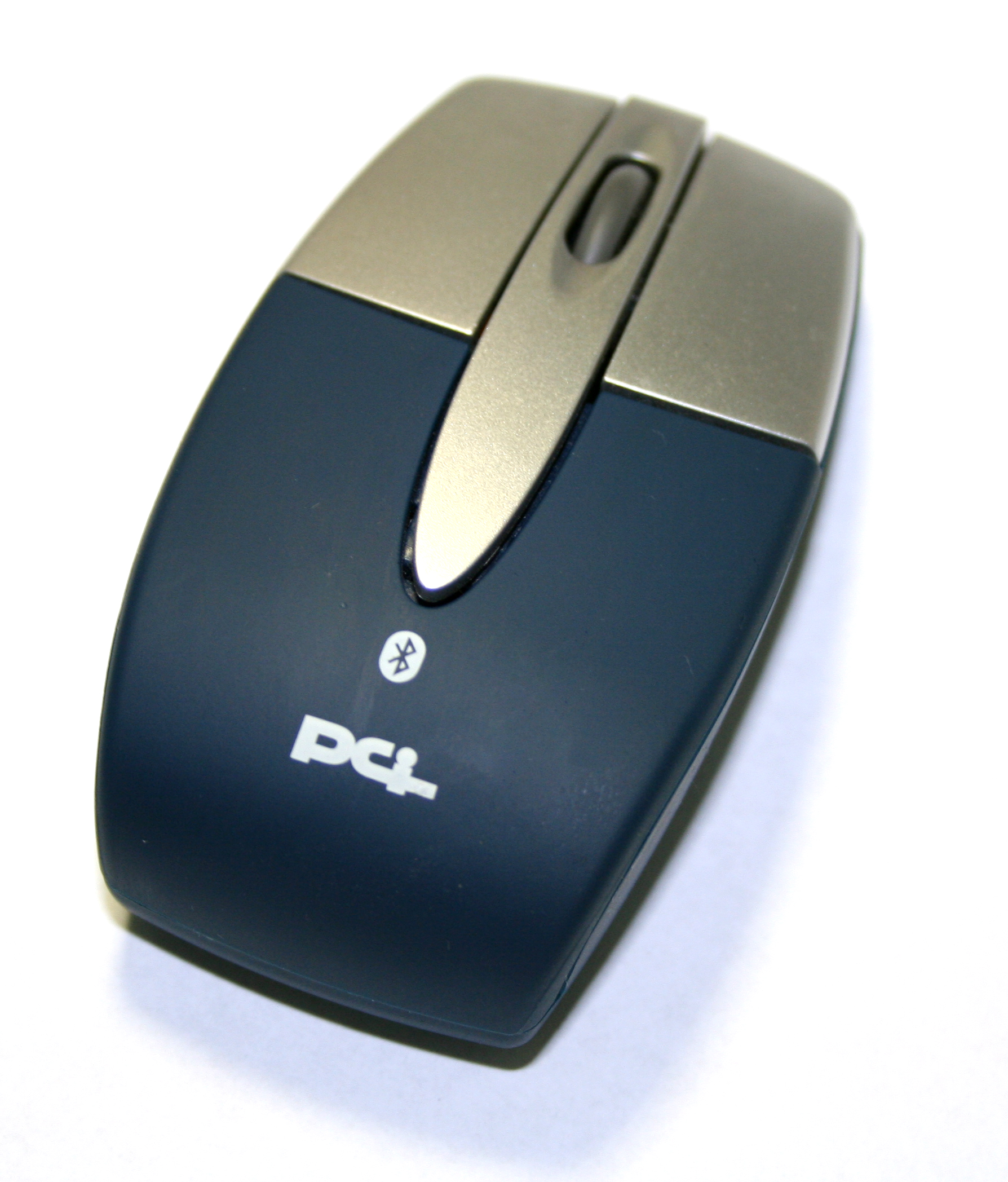
藍牙滑鼠

藍牙用于在不同的设备之间进行无线连接，例如连接计算机和外围设备，如：打印机、键盘等，又或让个人数码助理（PDA）与其它附近的PDA或计算机进行通信。具备藍牙技术的手机可以连接到计算机、PDA甚至连接到免持听筒。
事实上，根据已订立的标准，藍牙可以支持功能更强的长距离通讯，用以构成无线局域网。每个Bluetooth设备可同时维护8个连接。可以将每个设备配置为不断向附近的设备声明其存在以便建立连接。另外也可以对二个设备之间的连接进行密码保护，以防止被其他设备接收。
藍牙的标准是IEEE 802.15.1，藍牙协议工作在无需许可的ISM（Industrial Scientific Medical）频段的2.45GHz。最高速度可达723.1kb/s。为了避免干扰可能使用2.45GHz的其它协议，藍牙协议将该频段划分成79個頻道，（頻寬為1MHz）每秒的頻道轉換可達1600次。

## 原理和应用

### 工作方式
蓝牙技术分为基础率/增强数据率（BR/EDR）和低耗能（LE）两种技术类型。其中BR/EDR型是以点对点网络拓扑结构建立一对一设备通信；LE型则使用点对点（一对一）、广播（一对多）和网格（多对多）等多种网络拓扑结构。

### 应用
蓝牙技术已经应用到超过3万个联盟技术成员的82亿件产品之中。依靠藍牙支持，电脑或PDA能通过手机的调制解调器实现拨号上网。可以在一定距离内架设电脑间的无线网络或数个以太网之间的无线桥架。藍牙设备之间可以传输文件。
| 汽车 蓝牙免提呼叫系统；车载音频娱乐系统；监测和诊断机电系统                                     | 消费类电子产品 电视和游戏系统，家用游戏机的手柄，包括PS4、PSP Go、 Wii、Switch。 | 家居自动化 智能家居，室内的照明、温度、家用电器、窗户和门锁等安全系统以及牙刷、鞋垫等日常用品。                             |
| 医疗和保健 血糖监测仪、脉搏血氧仪、心率监视器、哮喘吸入器等产品                                 | 手机 移动电话和免提设备之间的无线通讯，这也是最初流行的应用。                    | 电脑与外设 鼠标、键盘、耳机、打印机等                                                                                       |
| 可穿戴设备 智能眼镜、耳机、活动监测仪、儿童和宠物监视器、医疗救助、头部和手部安装终端以及摄像机 | 运动和健身 健身跟踪手环和智能手表，瑜伽垫、棒球棍等                              | 零售和位置导向式服务 实时定位系统（RTLS），应用"节点"或"标签"嵌入受跟踪物品中读卡器从标签接收并处理无线信号以确定物品位置。 |

其它的例子还有：

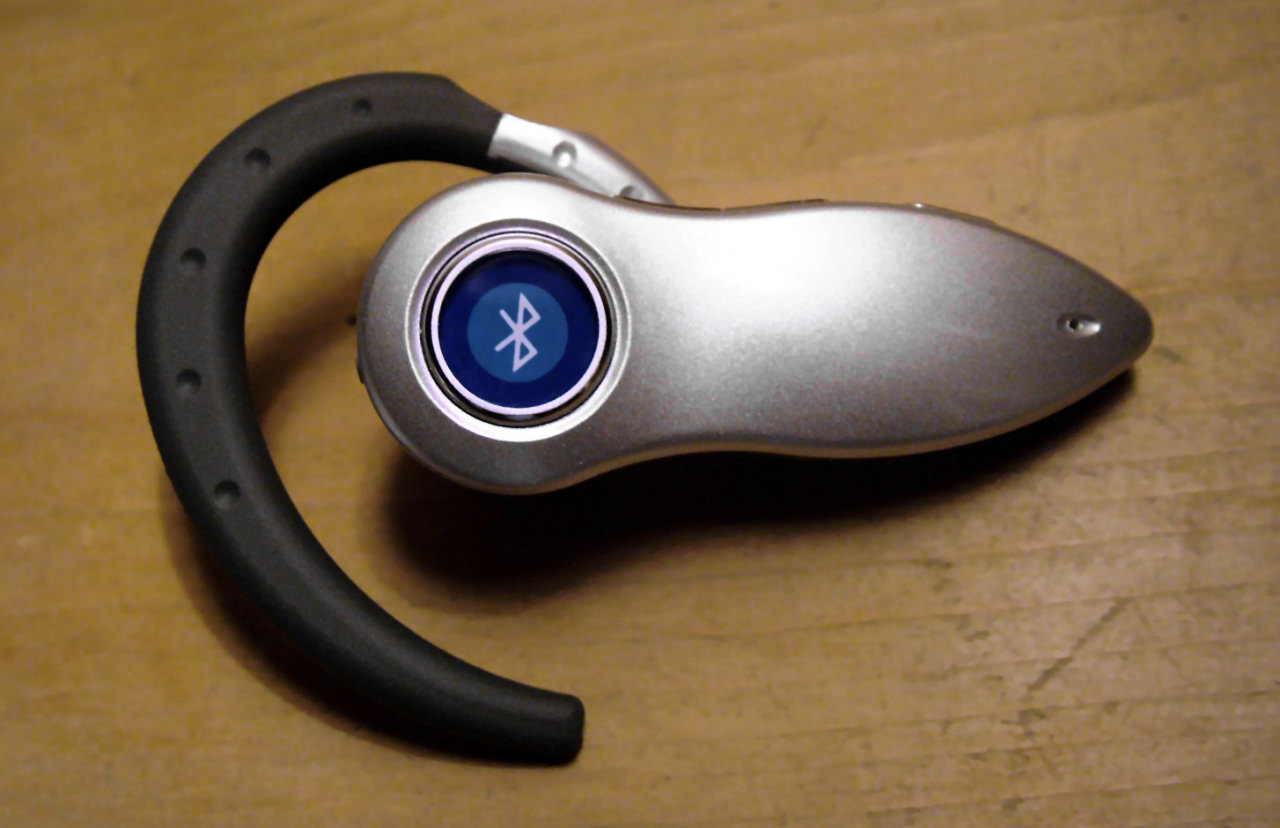
藍牙耳機

- 传统有线设备的无线化，如：医用器材、GPS、条形码扫描仪、交管设备、藍牙無線麥克風收發機：具有發送端與接收端，發送端提供3-pin XLR接頭，可連接麥克風發射訊號，接收端提供3.5mm接頭/6.3mm接頭，可直接插在揚聲器或擴大機上，彼此之間使用藍牙傳輸。[11]
- 凯迪拉克XTS豪华轿车上所搭载的CUE移动互联体验系统的蓝牙接入功能，最多可支持10组蓝牙配对，包括智能手机、平板电脑和多媒体播放器等。车主可以通过蓝牙配对，将这些便携设备中的信息与CUE系统实现共享。比如，可以读取手机中的通讯录，通过CUE系统的人声识别功能直接进行语音拨叫；可以读取手机或多媒体播放器中的音乐文件，通过CUE系统在车内音响中播放，并在CUE系统的显示屏上显示曲目名、歌词和专辑封面图像等。

## 规格和功能
| 蓝牙版本 | 蓝牙版本 | 發布時間 | 最大傳輸速度 | 最大傳輸速度 | 傳輸距離 | LMP版本 |
| -------- | -------- | -------- | ------------ | ------------ | -------- | ------- |
| 代       | 版本号   | 發布時間 | 典型         | 低耗电       | 傳輸距離 | LMP版本 |
| 6        | 6.1      | 2025     | ？           | ？           | ？       | ？      |
| 6        | 6.0      | 2024     | ？           | 3 Mbit/s     | 300米    | LMP 13  |
| 5        | 5.4      | 2023     | 50 Mbit/s    | 2 Mbit/s     | 240米    | LMP 13  |
| 5        | 5.3      | 2021     | 50 Mbit/s    | 2 Mbit/s     | 240米    | LMP 12  |
| 5        | 5.2      | 2020     | 50 Mbit/s    | 2 Mbit/s     | 240米    | LMP 11  |
| 5        | 5.1      | 2019     | 50 Mbit/s    | 2 Mbit/s     | 240米    | LMP 10  |
| 5        | 5.0      | 2016     | 50 Mbit/s    | 2 Mbit/s     | 240米    | LMP 9   |
| 4        | 4.2      | 2014     | 3 Mbit/s     | 1 Mbit/s     | 60米     | LMP 8   |
| 4        | 4.1      | 2013     | 3 Mbit/s     | 1 Mbit/s     | 60米     | LMP 7   |
| 4        | 4.0      | 2009     | 3 Mbit/s     | 1 Mbit/s     | 60米     | LMP 6   |
| 3        | 3.0+HS   | 2009     | 24 Mbit/s    | 不适用       | 10米     | LMP 5   |
| 2        | 2.1+EDR  | 2007     | 3 Mbit/s     | 不适用       | 10米     | LMP 4   |
| 2        | 2.0+EDR  | 2004     | 2.1 Mbit/s   | 不适用       | 10米     | LMP 3   |
| 1        | 1.2      | 2003     | 1 Mbit/s     | 不适用       | 10米     | LMP 2   |
| 1        | 1.1      | 2001     | 732.2 kbit/s | 不适用       | 10米     | LMP 1   |
| 1        | 1.0      | 1999     | 732.2 kbit/s | 不适用       | 10米     | LMP 0   |

### 第一代
早期的1.0和1.0B版本存在多個問題，多家廠商指出他們的產品互不兼容。同時，在兩個裝置「連結」（handshaking）的過程中，藍牙硬件的位址（BD_ADDR）會給傳送出去，在協定的層面上不能做到匿名，造成洩漏資料的危險，令一些使用者卻步。
蓝牙1.2版本可以向下兼容1.1版，其主要改进包括：
- 匿名方式：屏蔽设备的硬件地址（BD_ADDR），保护用戶免受身分嗅探攻击和跟踪。从1.1版开始已经可以实现硬件匿名，但未实施，因此对普通消费者来说还是没有此功能。
- 自适应频率跳跃（AFH,Adaptive Frequency Hopping）：通过避免使用跳跃序列中的拥挤频率，从而改善对无线电干涉的抵抗。
- 更高的实际传输速度，实际测试约为90KB/S（721Kbps）左右。
- L2CAP层引入了流量控制和错误纠正机制

### 第二代
蓝牙2.0+EDR版加入了「非跳跃窄频通道」（Non-hopping narrowband channel）。因为不需要与每个设备交换应答信号，这种通道可以用来将各种器件的藍牙服务概要同时广播到巨量的藍牙器件。应答信号交换过程当前需要大约一秒。实时公共交通时刻表、基本的交通畅通性信息和高级交通指向指示等未加密信息可以以高速度发送给设备。更高的连接速度，支持多个速度水平。
2007年7月26日，蓝牙技术联盟通过了蓝牙核心规范2.1+EDR，向下对1.2版本完全兼容，并增加了Sniff省电功能，使得适配器与设备的联系时间延长到0.5秒，能节约不小电量；增强功能有简单安全配对（SSP），这改善了蓝牙设备的配对经验，同时提升了使用和安全强度。

### 第三代
2009年4月21日，蓝牙技术联盟颁布了蓝牙核心规范3.0版（3.0+HS），是一种全新的交替射频技术。藍牙3.0+HS提高了資料傳輸速率，集成802.11PAL最高速度可達24Mbps。是蓝牙2.0速度的8倍。此外，引入了增強電源控制，實際空閒功耗明顯降低。

### 第四代
| 技術規範           | 典型藍牙                                        | 低耗電藍牙                                                                  |
| ------------------ | ----------------------------------------------- | --------------------------------------------------------------------------- |
| 無線電頻率         | 2.4 GHz                                         | 2.4 GHz                                                                     |
| 距離               | 10米/100米                                      | 30米                                                                        |
| 空中數據速率       | 1-3 Mb/s                                        | 1 Mb/s                                                                      |
| 應用吞吐量         | 0.7-2.1 Mb/s                                    | 0.2 Mb/s                                                                    |
| 節點／單元         | 7-16,777,184                                    | 未定義（理論最大值為2^32）                                                  |
| 安全               | 64/128-bit及用戶自定義的應用層                  | 128-bit AES及用戶自定義的應用層                                             |
| 強健性             | 自動適應快速跳頻，FEC，快速ACK                  | 自動適應快速跳頻                                                            |
| 延遲（非連接狀態） | 100 ms                                          | <6 ms                                                                       |
| 發送數據的總時間   | 0.625 ms                                        | 3 ms                                                                        |
| 政府監管           | 全球                                            | 全球                                                                        |
| 認證機構           | 藍牙技術聯盟（Bluetooth SIG）                   | 藍牙技術聯盟（Bluetooth SIG）                                               |
| 語音能力           | 有                                              | 沒有                                                                        |
| 網絡拓撲           | 分散網                                          | 星狀拓撲（Star） 匯流排拓撲（Bus） 網狀拓撲（Mesh）                         |
| 耗電量             | 1（作為參考）                                   | 0.01至0.5（視使用情況）                                                     |
| 最大操作電流       | <30 mA                                          | <15 mA（最高運行時為15 mA）                                                 |
| 服務探索           | 有                                              | 有                                                                          |
| 簡介概念           | 有                                              | 有                                                                          |
| 主要用途           | 手機，遊戲機，耳機，立體聲音頻串流， 汽車和PC等 | 手機，遊戲機，PC，錶，體育和健身，醫療保健， 汽車，家用電子，自動化和工業等 |

2010年7月7日，蓝牙技术联盟推出了蓝牙4.0规范。其最重要的特性是支持省电。
- Bluetooth 4.0，协议组成和当前主流的Bluetooth h2.x+EDR、还未普及的Bluetooth h3.0+HS不同，Bluetooth 4.0是Bluetooth从诞生至今唯一的一个综合协议规范，
- 还提出了“低功耗蓝牙”、“傳統蓝牙”和“高速蓝牙”三种模式。
- 其中：高速蓝牙主攻数据交换与传输；傳統蓝牙则以信息沟通、设备连接为重点；低功耗蓝牙顾名思义，以不需占用太多带宽的设备连接为主。前身其实是NOKIA开发的Wibree技术，本是作为一项专为移动设备开发的极低功耗的移动无线通信技术，在获SIG接纳并规范化之后重新命名为Bluetooth Low Energy（后简称低功耗蓝牙）。这三种协议规范还能够互相组合搭配、从而实现更广泛的应用模式，此外，Bluetooth 4.0还把蓝牙的传输距离提升到100米以上（低功耗模式条件下）。
- 分Single mode與Dual mode。
- Single mode只能與BT4.0互相傳輸無法向下相容（與3.0/2.1/2.0無法相通）;Dual mode可以向下相容，可與BT4.0傳輸也可以跟3.0/2.1/2.0傳輸
- 超低的峰值、平均和待机模式功耗，覆盖范围增强，最大范围可超过100米。
- 速度：支持1Mbps数据传输率下的超短数据包，最少8个八组位，最多27个。所有连接都使用藍牙2.1加入的减速呼吸模式（sniff subrating）来达到超低工作循环。
- 跳频：使用所有藍牙规范版本通用的自适应跳频，最大程度地减少和其他2.4 GHz ISM频段无线技术的串扰。
- 主控制：可以休眠更长时间，只在需要执行动作的时候才唤醒。
- 延迟：最短可在3毫秒内完成连接设置并开始传输数据。
- 健壮性：所有数据包都使用24-bit CRC校验，确保最大程度抵御干扰。
- 安全：使用AES-128 CCM加密算法进行数据包加密和认证。
- 拓扑：每个数据包的每次接收都使用32位寻址，理论上可连接数十亿设备；针对一对一连接最佳化，并支持星形拓扑的一对多连接；使用快速连接和断开，数据可以在网状拓扑内转移而无需维持复杂的网状网络。

2013年12月4日，蓝牙技术联盟推出了蓝牙4.1规范，其目的是為了讓 Bluetooth Smart 技術最終成為物聯網(Internet of Things)發展的核心動力。
- 此版本為藍牙4.0的軟件更新版本，搭載藍牙4.0設備的終端可通過軟件更新獲得此版本。
- 對於開發人員而言，該更新是藍牙技術發展史上一項重要的進步。該更新提供了更高的靈活性和掌控度，讓開發人員能創造更具創新並催化物聯網（IOT）發展的產品。
- 支持多設備連接。
- 智能連接：增加設置設備間連接頻率的支持。制造商可以對設備設置連接進行設置，使得設備可以更加智能的控制設備電量。

2014年12月2日，蓝牙技术联盟推出了蓝牙4.2规范。

### 第五代
2016年12月6日，蓝牙技术联盟推出了蓝牙5.0规范。在有效传输距离上将是4.2LE版本的4倍，传输速度将是4.2LE版本的2倍（速度上限为24Mbps）。蓝牙5.0还支持室内定位导航功能（结合WiFi可以实现精度小于1米的室内定位），允许无需配对接受信标的数据（比如广告、Beacon、位置信息等，传输率提高了8倍），针对物联网进行了很多底层优化。
2019年1月21日，蓝牙技术联盟推出了蓝牙5.1规范。
2019年12月31日，蓝牙技术联盟推出了蓝牙5.2规范。新增藍牙低功耗音訊（Bluetooth LE Audio），支援發射器與接收器之間一對多和多對一的傳輸方式，稱為 Auracast。
2021年7月13日，蓝牙技术联盟推出了蓝牙5.3规范。其功能增强包括：连接子分级、周期广播间隔、信道分类增强、加密密钥长度控制增强。本版本规范中移除了以下功能：替代MAC和PHY（AMP）扩展。
2023年2月7日，蓝牙技术联盟推出了蓝牙5.4规范，新增功能包括：带响应的周期广播、加密广播数据、LE GATT安全级别特征、广播编码选择。

### 第六代
2024年8月27日，蓝牙技术联盟推出了蓝牙6.0规范，新增功能包括：蓝牙信道测距、基于决策的广播过滤、广播者监控、ISOAL增强、链路层扩展功能集、帧间隔更新。
2025年5月7日，蓝牙技术联盟推出了蓝牙6.1规范，新增功能包括：增强的设备隐私、改进的能效。

## 蓝牙技术联盟
藍牙技術聯盟（英語：Bluetooth Special Interest Group，縮寫為）擁有藍牙的商標，負責製定藍牙規範、認證製造廠商，授權他們使用藍牙技術與藍牙標誌，但本身不負責藍牙裝置的設計、生產及販售。

### 藍牙協議堆疊
藍牙協議堆疊依照其功能可分四層：
- 核心協議層（HCI、LMP、L2CAP、SDP）
- 線纜替換協定層（RFCOMM）
- 電話控制協定層（TCS-BIN）
- 選用協議層（PPP、TCP、IP、UDP、OBEX、IrMC、WAP、WAE）

### 藍牙規範
藍牙規範（Profile）是指藍牙通訊在那一種用途下應該使用的通訊協定和相關的規範。藍牙1.1定義的profile有13個。SIG認為藍牙裝置有4個最基本的Profile：
- General Access Profile（GAP）
- Service Discovery Application Profile（SDAP）
- Serial Port Profile（SPP）
- General Object Exchange Profile（GOEP）

## 缺點

### 干擾
Bluetooth在2.4GHz的電波干擾問題一直為大家所詬病，特別和無線區域網路(Wi-Fi)間的互相干擾問題。有干擾發生時，就以重新傳送封包的方法來解決干擾。

### 安全性
在JAVA和Symbian60平台上，使用“蓝牙黑客”或“蓝牙间谍”软件，对方同意配对就可以控制打开蓝牙的手机。此种软件可以实现的功能有：查看对方手机中的电话簿、短信、电量、序列号；更改对方手机的情景模式和界面语言、打开对方手机内置的JAVA软件、控制手机多媒体播放器、遥控对方手机打电话、发短信等。
2023年11月，来自Eurecom的研究人员揭示了一类新的攻击方式，称为BLUFFS（低能耗蓝牙前向与未来保密攻击）。这6种新攻击是在之前已知的KNOB和BIAS（蓝牙冒充攻击）的基础上进行扩展和协作的。之前的KNOB和BIAS攻击允许攻击者在会话中解密和伪造蓝牙数据包，而BLUFFS将这一能力扩展到由设备生成的所有会话（包括过去、现在和未来）。所有运行蓝牙版本4.2到5.4的设备都受到影响。

## 外部連結
- 蓝牙技术联盟官方网站